# وندل ستانلي
وندل ستانلي (Wendell Meredith Stanley)؛ (16 أغسطس 1904 - 15 يونيو 1971)عن عمر يناهز 67 عاما ، كيميائي وعالم فيروسات أمريكي.
ولد في ولاية انديانا ودرس الكيمياء في معهد ايرلهام في ريتشموند ومن ثم في جامعة إلينوي التي تحصل منها على الدكتوراه سنة 1929.
استقل في ميونخ بألمانيا حتى سنة 1931 لإجراء بحوث كعضو في المعهد الاستشاري الأمريكي الوطني للبحوث. إثر عودته إلى الولايات المتحدة تحصل على وظيفة مساعد في معهد روكفلر. في سنة 1948 أصبح أستاذ كيمياء حيوية ومدير مختبر علم الفيروسات بجامعة بركلي. ترأس قسم الكيمياء الحيوية بين 1948 و1953 وانطلاقا من 1958 أصبح مدير قسم علم الفيروسات.
تناولت بحوثه خصوصا موضوع الكيمياء الفراغية كما أجرى عدذ بحوث على الفيروسات وكيفية مقاومتها. بحوث على الفيروسات جعلته يتحصل على جائزة نوبل في الكيمياء لسنة 1946. تحصل كذلك على وسام فرنكلن سنة 1948 كما تحصل على عدد كبيلر من الدكتوراه الفخرية.

## روابط خارجية
- وندل ستانلي على موقع الموسوعة البريطانية (الإنجليزية)
- وندل ستانلي على موقع مونزينجر (الألمانية)
- وندل ستانلي على موقع إن إن دي بي (الإنجليزية)